# Baréin en los Juegos Olímpicos de Pekín 2008
Baréin estuvo representado en los Juegos Olímpicos de Pekín 2008 por un total de 14 deportistas, 11 hombres y 3 mujeres, que compitieron en 3 deportes.
La portadora de la bandera en la ceremonia de apertura fue la atleta Rakia Al-Gasra. El equipo olímpico bareiní no obtuvo ninguna medalla en estos Juegos.